# Экрю
Экрю (фр. écru, необработанный, неотбеленный, от латинского crudus — сырой) — бледно-серо-жёлтый или светло-серо-жёлто-коричневый цвет, цвет неотбелённого шёлка, хлопка или льна. До 1930-х годов слово «экрю» имело такое же значение, что и «беж», однако, начиная с 1950-х годов, экрю и беж считаются разными цветами.
Как пишет А. Нарлох, «Данный цвет имеет оттенки серого, жёлтого и коричневого, поэтому его причисление к конкретной доминанте вызывает столько трудностей».
В XIX в. из небелёных ниток цвета экрю изготавливали вязаные перчатки-митенки. По мнению С. Г. Крылосовой и В. И. Томашпольского, обозначению «экрю» относится к числу французских заимствований XIX века, которые «после почти векового забвения… возвращаются на страницы журналов мод и обычно обозначают сложные оттенки, для выражения которых в русском языке нет подходящего слова».
У В. Харченко цвет экрю это устаревшее цветообозначение — серовато-белый цвет, цвет слоновой кости, цвет небелёного полотна, нечто среднее между белым и жемчужно-серым цветами.